# 줄리앙 코르비

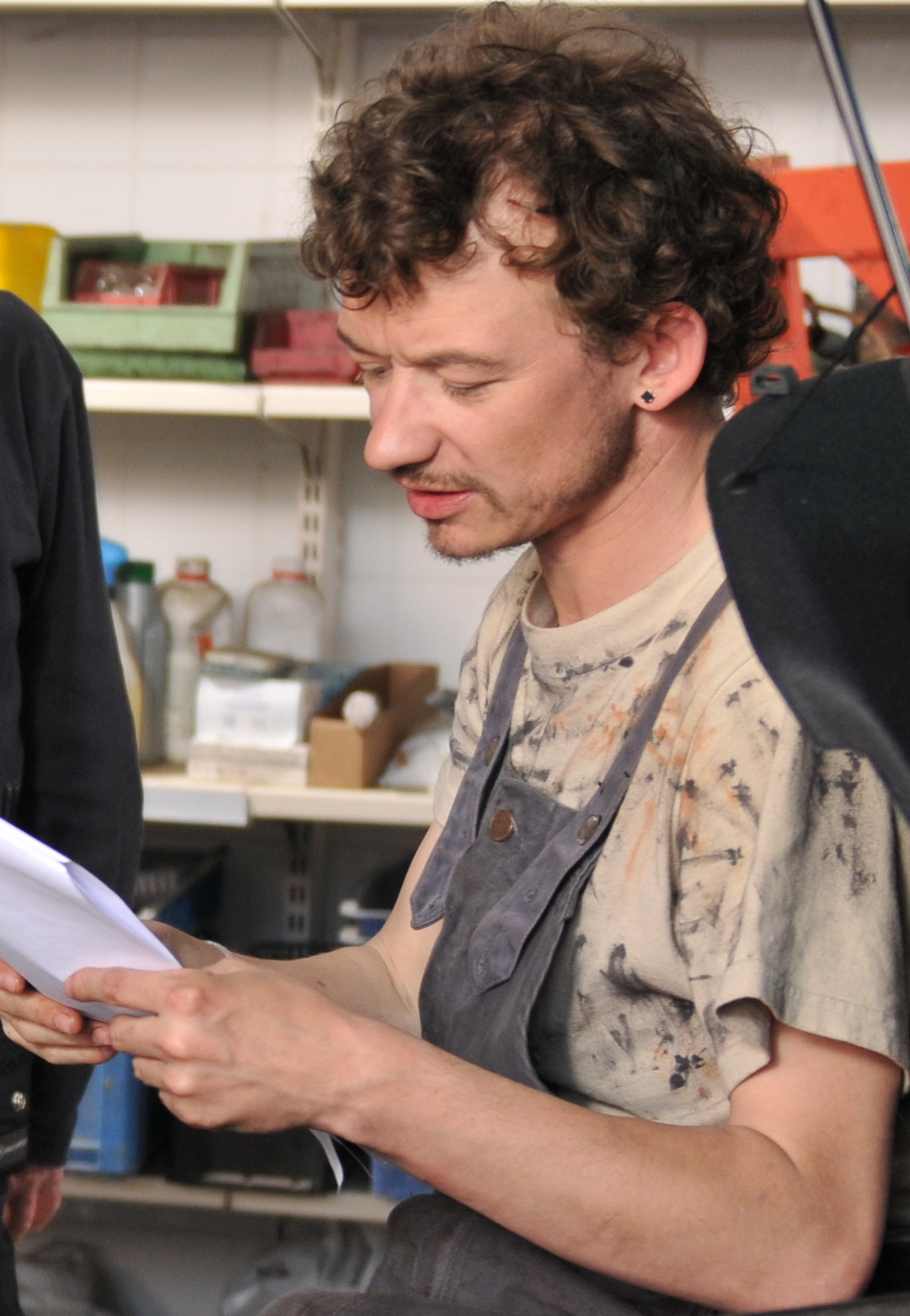

줄리앙 코르비(Julien Courbey, 1976년 3월 12일 ~ )는 프랑스의 배우, 텔레비전 배우이다.
툴루즈에서 태어났다.

## 영화
- 더 샌드위치 아일랜드 맨 (2015년)
- 뵈르 온 더 시티 (2011년)
- 바론 클럽 (2009년)
- 뉘이의 어머니 (2009년)
- 디스코 (2008년)
- 파리 36의 기적 (2008년)
- 라 퐁텐 (2007년)
- 빅 시티 (2007년)
- 레드 화이트 보 (2006년)
- 원스 어폰 어 타임 인 더 웨드 (2005년)
- 슈슈 (2003년)
- 아름다운 것들 (2002년)
- 올드 스쿨 (2000년)
- 수호천사 (1995년)